# هندسه همدیس
هندسه همدیس (به انگلیسی: Conformal geometry) در ریاضیات، به مطالعه مجموعه تبدیلاتی در فضا می‌پردازد که زوایا را حفظ می‌کنند. در دو بعد واقعی هندسه همدیس دقیقاً همان همندسه رویه‌های ریمانی است. هندسه همدیس در فضاهای بیش از دو بعد یا به تبدیلات همدیس فضاهای تخت (مانند فضاهای اقلیدسی) اشاره دارد یا به طور معمولتر، به مطالعه خمینه‌های همدیس که ریمانی یا شبه ریمانی هستند، و همچنین رده‌ای از متریک‌ها که با توجه به مقیاس تعریف شده‌اند؛ اشاره دارد. مطالعه ساختارهای تخت را گاهی با نام هندسه موبیوس می‌خوانند، و گونه از هندسه کلاینی است.